# Cỏ chân gà
Cỏ chân gà (danh pháp khoa học: Dactyloctenium aegyptium) là một loài thực vật có hoa trong họ Hòa thảo. Loài này được (L.) Willd. mô tả khoa học đầu tiên năm 1809.

## Hình ảnh

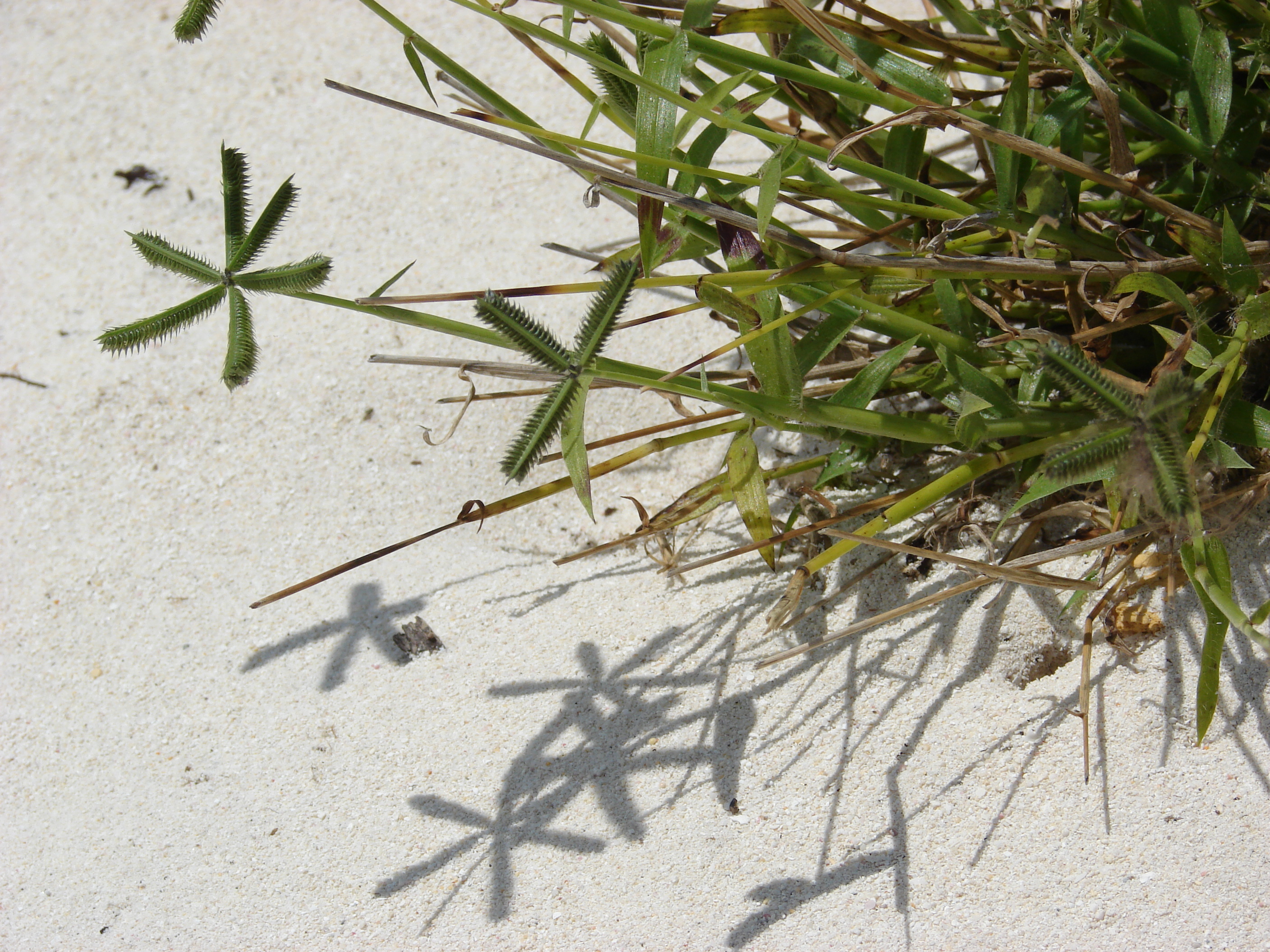
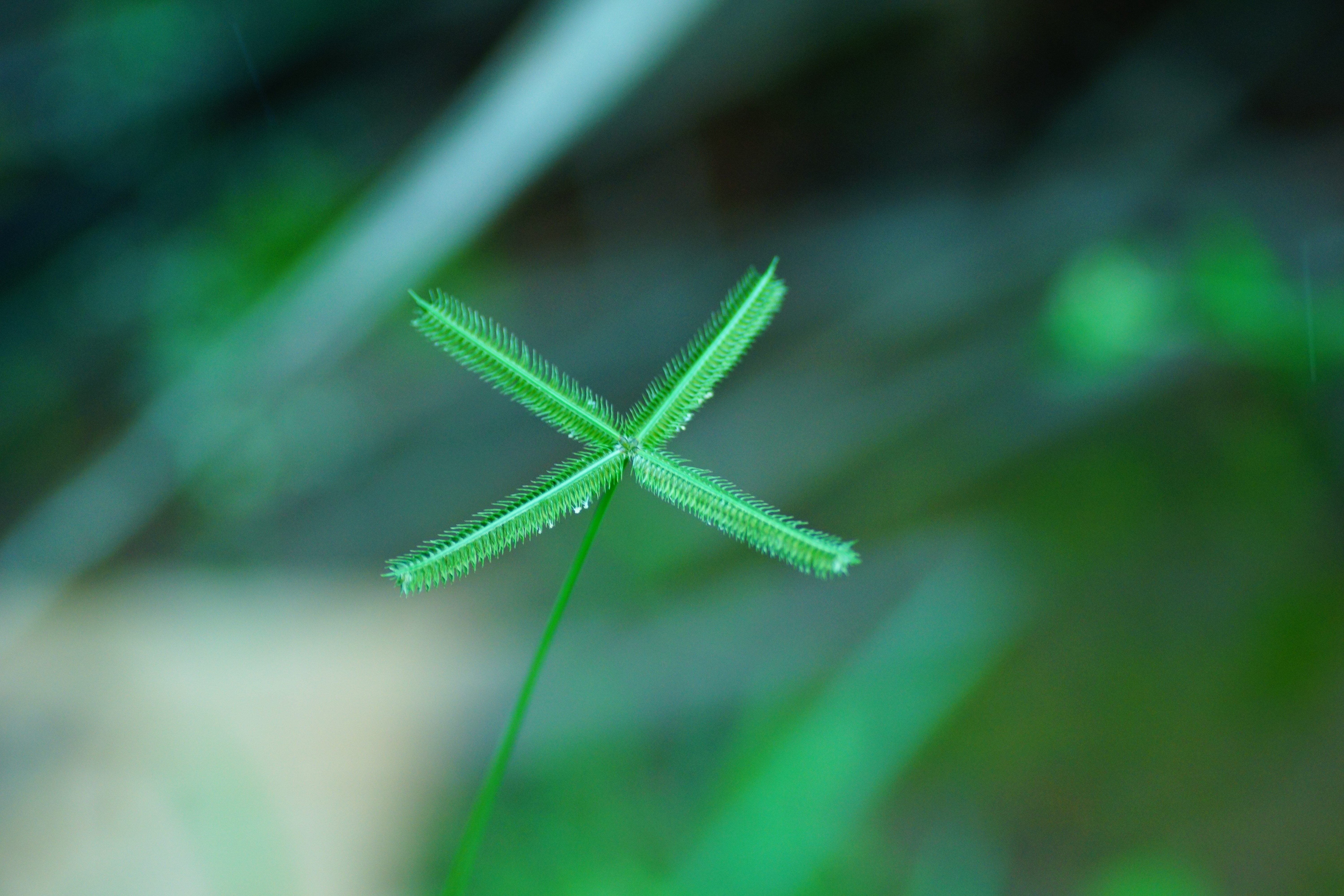
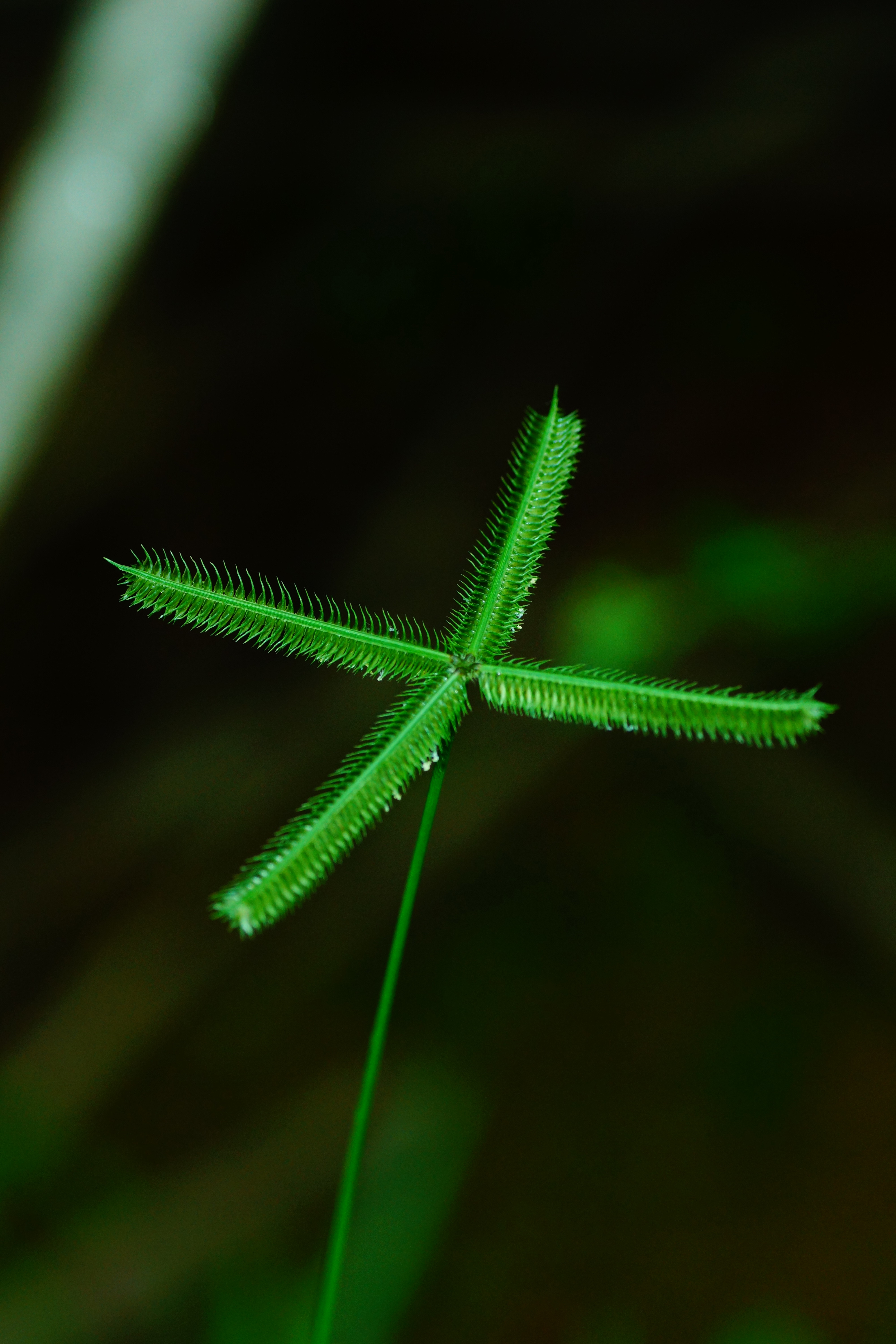
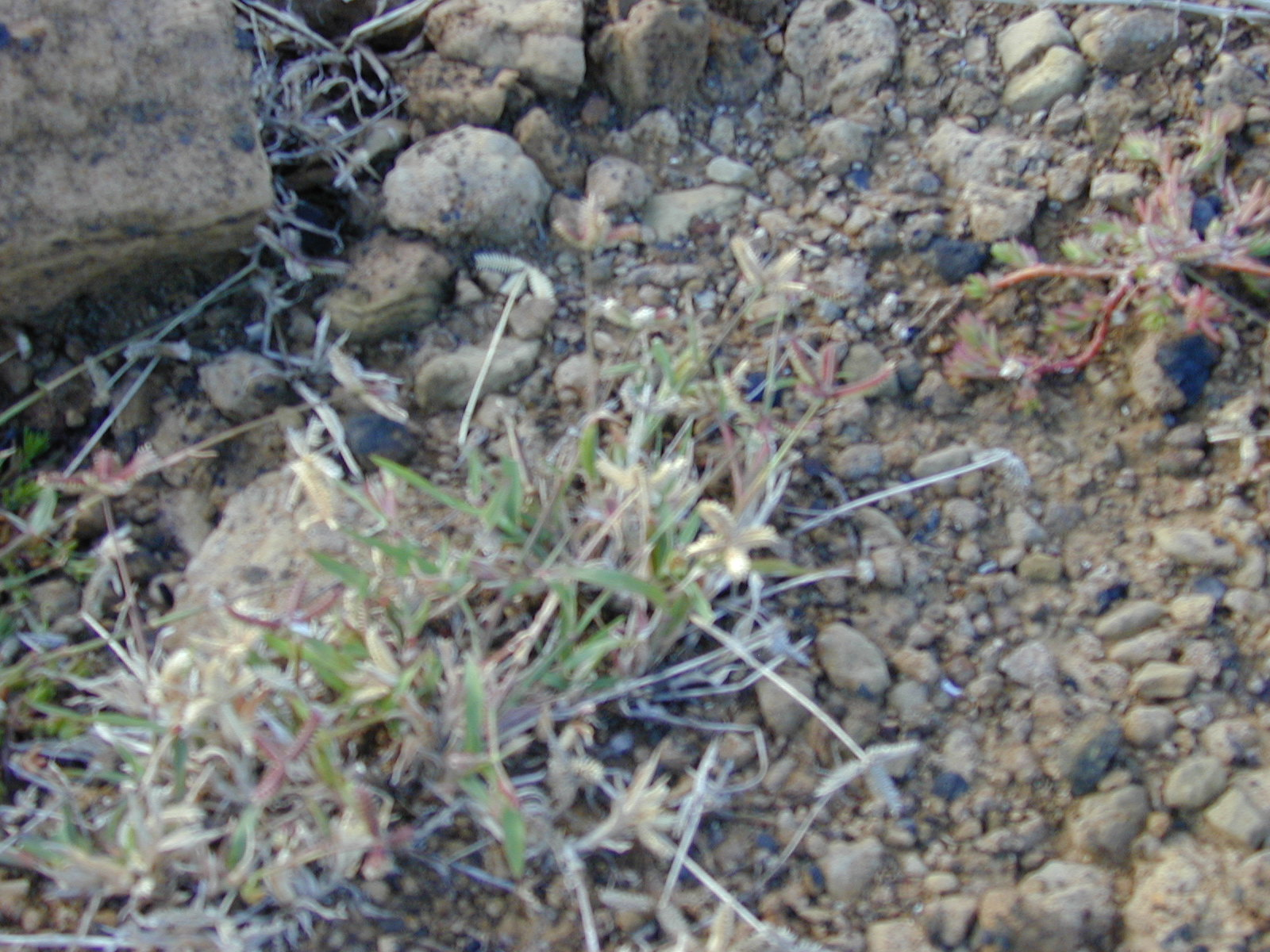